# Куп Радивоја Кораћа 2011.
Куп Радивоја Кораћа је 2011. године одржан по пети пут као национални кошаркашки куп Србије, а девети пут под овим именом.  Домаћин завршног турнира био је Железник у периоду од 9. до 12. фебруара 2011, а сви мечеви су одиграни у дворани у Железнику.

## Учесници
На завршном турниру учествује укупно 8 екипа, а право учешћа клуб може стећи по једном од три основа:
- Као учесник Јадранске лиге 2010/11. (4 екипе)
  - По овом основу пласман су обезбедили Партизан mt:s, Црвена звезда, Раднички Крагујевац и Хемофарм.
- Као освајач Купа КСС (1 екипа)
  - По овом основу пласман је обезбедио Раднички Баскет.
- Као једна од три најбоље пласиране екипе на половини првог дела такмичења у Кошаркашкој лиги Србије 2010/11. (3 екипе)
  - По овом основу пласман су обезбедили ФМП Железник, ОКК Београд и Металац.

## Четвртфинале
Жреб парова четвртине финала Купа Радивоја Кораћа 2011. обављен је 17. јануара 2011. у просторијама Кошаркашког савеза Србије, у Београду.
| 9. 2. 2011. 18:00 |                                       | Црвена звезда | 81 : 69 | Раднички Баскет | Дворана Железник, Београд |  |
| 9. 2. 2011. 18:00 | Четвртине: 17-20, 15-19, 27-13, 22-17 |               |         |                 | Дворана Железник, Београд |  |

| 9. 2. 2011. 20:30 |                                       | Хемофарм | 88 : 93 | ФМП Железник | Дворана Железник, Београд |  |
| 9. 2. 2011. 20:30 | Четвртине: 21-21, 21-33, 24-21, 22-18 |          |         |              | Дворана Железник, Београд |  |

| 10. 2. 2011. 18:00 |                                       | Раднички Крагујевац | 82 : 80 | ОКК Београд | Дворана Железник, Београд |  |
| 10. 2. 2011. 18:00 | Четвртине: 30-16, 17-21, 17-19, 18-24 |                     |         |             | Дворана Железник, Београд |  |

| 10. 2. 2011. 20:30 |                                       | Партизан mt:s | 80 : 65 | Мега Визура | Дворана Железник, Београд |  |
| 10. 2. 2011. 20:30 | Четвртине: 11-19, 32-13, 21-22, 16-10 |               |         |             | Дворана Железник, Београд |  |

## Полуфинале
Према пропозицијама такмичења први полуфинални пар сачињавају тимови победници четвртфиналних мечева одиграних првог дана, а други полуфинални пар сачињавају тимови победници четвртфиналних мечева одиграних другог дана.
| 11. 2. 2011. 18:00 |                                                | Црвена звезда | 79 : 90                                    | ФМП Железник | Дворана Железник, Београд Гледаоци: 1000 Судије: Милија Војиновић, Драган Нешковић, Бранислав Мрдак |  |
| 11. 2. 2011. 18:00 | Четвртине: 14-28, 21-16, 17-25, 27-21          |               |                                            |              | Дворана Железник, Београд Гледаоци: 1000 Судије: Милија Војиновић, Драган Нешковић, Бранислав Мрдак |  |
| 11. 2. 2011. 18:00 | Поени: Јанг 20 Скокови: Марш 12 Асистенције: ? |               | Радивојевић 17 Радивојевић 8 Радивојевић 8 |              | Дворана Железник, Београд Гледаоци: 1000 Судије: Милија Војиновић, Драган Нешковић, Бранислав Мрдак |  |

| 11. 2. 2011. 20:30 |                                                               | Партизан mt:s | 81 : 76                                    | Раднички Крагујевац | Дворана Железник, Београд Гледаоци: 1000 Судије: Илија Белошевић, Марко Јурас, Саша Маричић |  |
| 11. 2. 2011. 20:30 | Четвртине: 25-32, 18-18, 18-18, 20-8                          |               |                                            |                     | Дворана Железник, Београд Гледаоци: 1000 Судије: Илија Белошевић, Марко Јурас, Саша Маричић |  |
| 11. 2. 2011. 20:30 | Поени: Гист 15 Скокови: Милосављевић 10 Асистенције: Џерелс 5 |               | Марковић 21 Мајкл Ли 9 Марковић, Алексић 7 |                     | Дворана Железник, Београд Гледаоци: 1000 Судије: Илија Белошевић, Марко Јурас, Саша Маричић |  |

## Финале
| 12. 2. 2011. 20:00 |                                                      | ФМП Железник | 73 : 77              | Партизан mt:s | Дворана Железник, Београд Гледаоци: 2.500 Судије: Илија Белошевић, Милија Војиновић, Марко Јурас |  |
| 12. 2. 2011. 20:00 | Четвртине: 22-12, 16-17, 19-22, 16-26                |              |                      |               | Дворана Железник, Београд Гледаоци: 2.500 Судије: Илија Белошевић, Милија Војиновић, Марко Јурас |  |
| 12. 2. 2011. 20:00 | Поени: Илић 17 Скокови: Илић 11 Асистенције: Човић 5 |              | Џерелс 20 Весели 9 ? |               | Дворана Железник, Београд Гледаоци: 2.500 Судије: Илија Белошевић, Милија Војиновић, Марко Јурас |  |

| Освајач Купа Радивоја Кораћа 2011. |
| ---------------------------------- |
| Партизан 4. титула.                |